# Clapham Common (stanice metra v Londýně)
Clapham Common je stanice metra v Londýně, otevřená roku 1900. Nachází se na lince :
- Northern Line (mezi stanicemi Clapham South a Clapham North)

| Rok  | Počet cestujících |
| ---- | ----------------- |
| 2011 | 9,06 mil          |
| 2012 | 9,21 mil          |
| 2013 | 8,94 mil          |
| 2014 | 8,94 mil          |